# Венецианский кинофестиваль (1946)
Венецианский международный кинофестиваль 1946 года (итал. Manifestazione Internazionale d'Arte Cinematografica di Venezia) проходил в Венеции, Италия, с 31 августа по 15 сентября 1946 года.

## История
Фестиваль стал первым после трёхлетнего перерыва, вызванного Второй мировой войной. Сроки его проведения были согласованы с организаторами Каннского кинофестиваля. Призы за лучший итальянский и лучший иностранный фильм были объединены в один, который больше не носил наименование кубка Муссолини.
Переговоры с французами вели граф Дзордзи и Оттавио Кроце, которые пытались добиться проведения Каннского фестиваля весной. При подготовке первого послевоенного Венецианского кинофестиваля был предпринят и другой революционный шаг: аккредитованные журналисты избрали из своих рядов комиссию для оценки конкурсных фильмов, в которую вошли: Франческо Пазинетти, Умберто Барбаро, Джино Визентини (Gino Visentini), Франческо Каллари (Francesco Callari), Виничо Маринуччи, Николай Горшков, Пьер Мишо (Pierre Michaut).
Директором Биеннале являлся Элио Дзордзи (Elio Zorzi), чрезвычайным комиссаром Биеннале — Джованни Понти.
Конкурсные фильмы демонстрировались в кинотеатре «Сан-Марко», поскольку киноцентр «Лидо» был реквизирован англо-американскими войсками.

## Награды
- Премия Национальной ассоциации аудиовизуальной и кинематографической промышленности (ANICA): «Пайза» (Paisà) режиссёра Роберто Росселини
- Лучший итальянский документальный фильм: «Дети в городе» (Bambini in città) режиссёра Луиджи Коменчини
- Премии международного жюри критиков:
  - лучший документальный фильм: «В песках Средней Азии» режиссёра Александра Згуриди
  - лучший художественный фильм: «Южанин» (L’Homme du sud) режиссёра Жана Ренуара
  - лучший анимационный фильм: «Похититель громоотводов» (Le Voleur de paratonnerres) Поля Гримо
- Специальное упоминание международного жюри критиков:
  - лучшие документальные фильмы: «Дети в городе» Луиджи Коменчини, «Пудели» (Barboni) Дино Ризи
  - лучшие художественные фильмы: «Пайза» Роберто Росселини, «Дети райка» (Les Enfants du paradis) Марселя Карне, «Клятва» Михаила Чиаурели, «Палачи тоже умирают!» Фрица Ланга, «Генрих V» (Henry V) Лоренса Оливье, «Непокорённые» Марка Донского, «Паника» Жюльена Дювивье, «Солнце ещё восходит» (Il sole sorge ancora) режиссёра Альдо Вергано[итал.]